# 吹雪

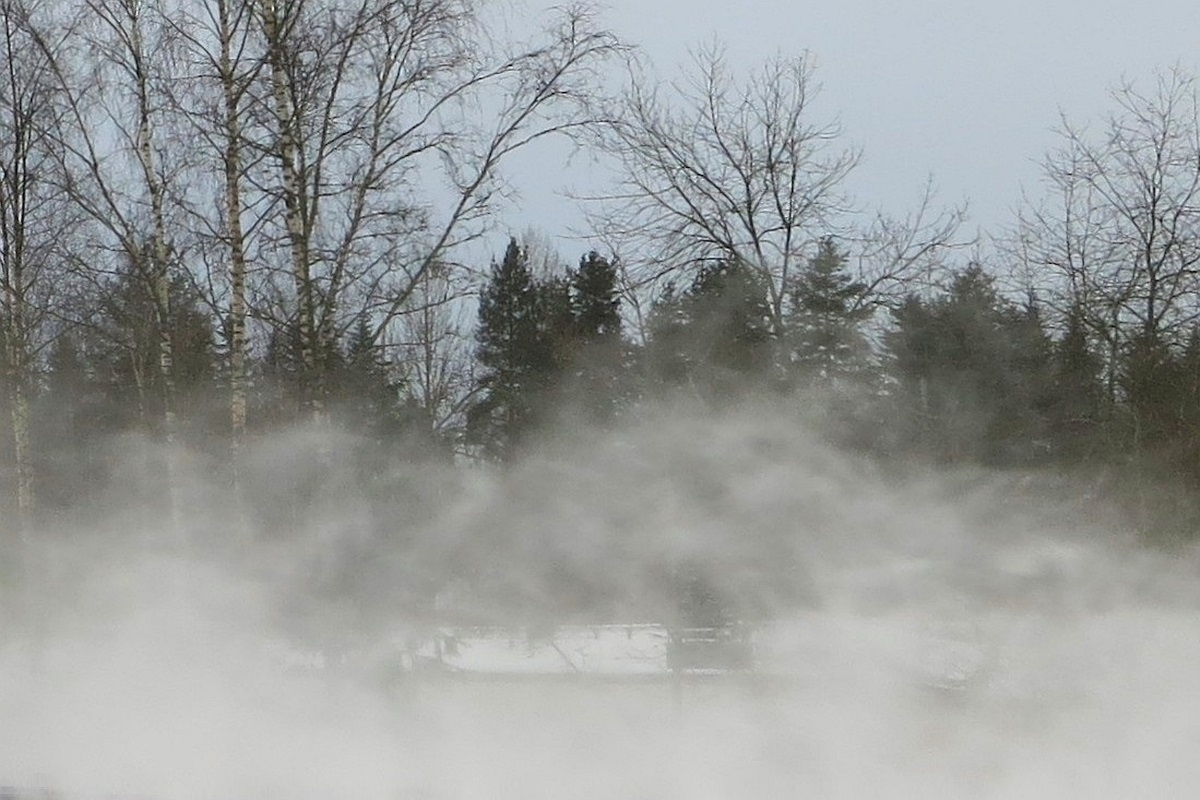
木々を見えづらくする地吹雪、フィンランドにて

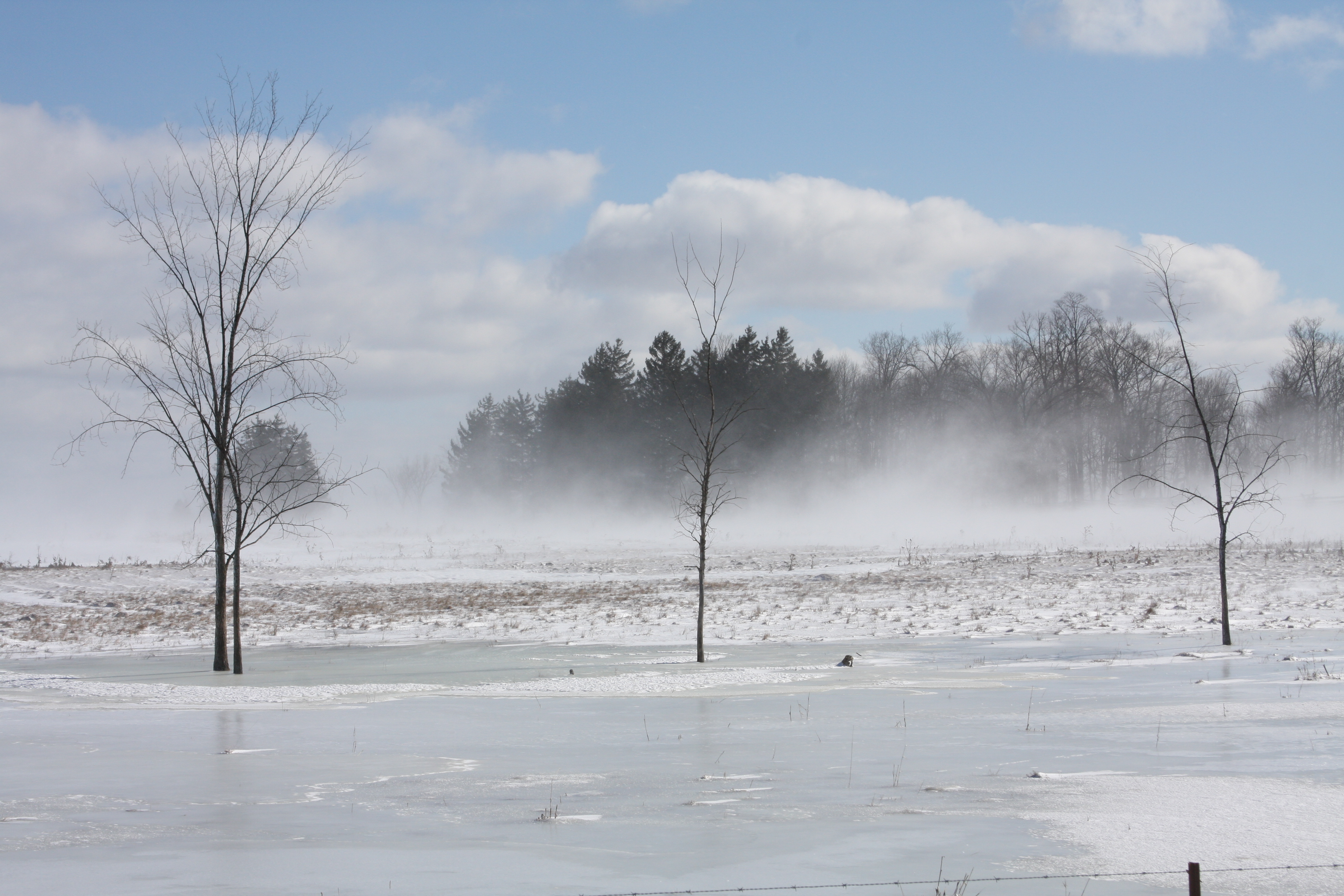
晴天下の低い地吹雪

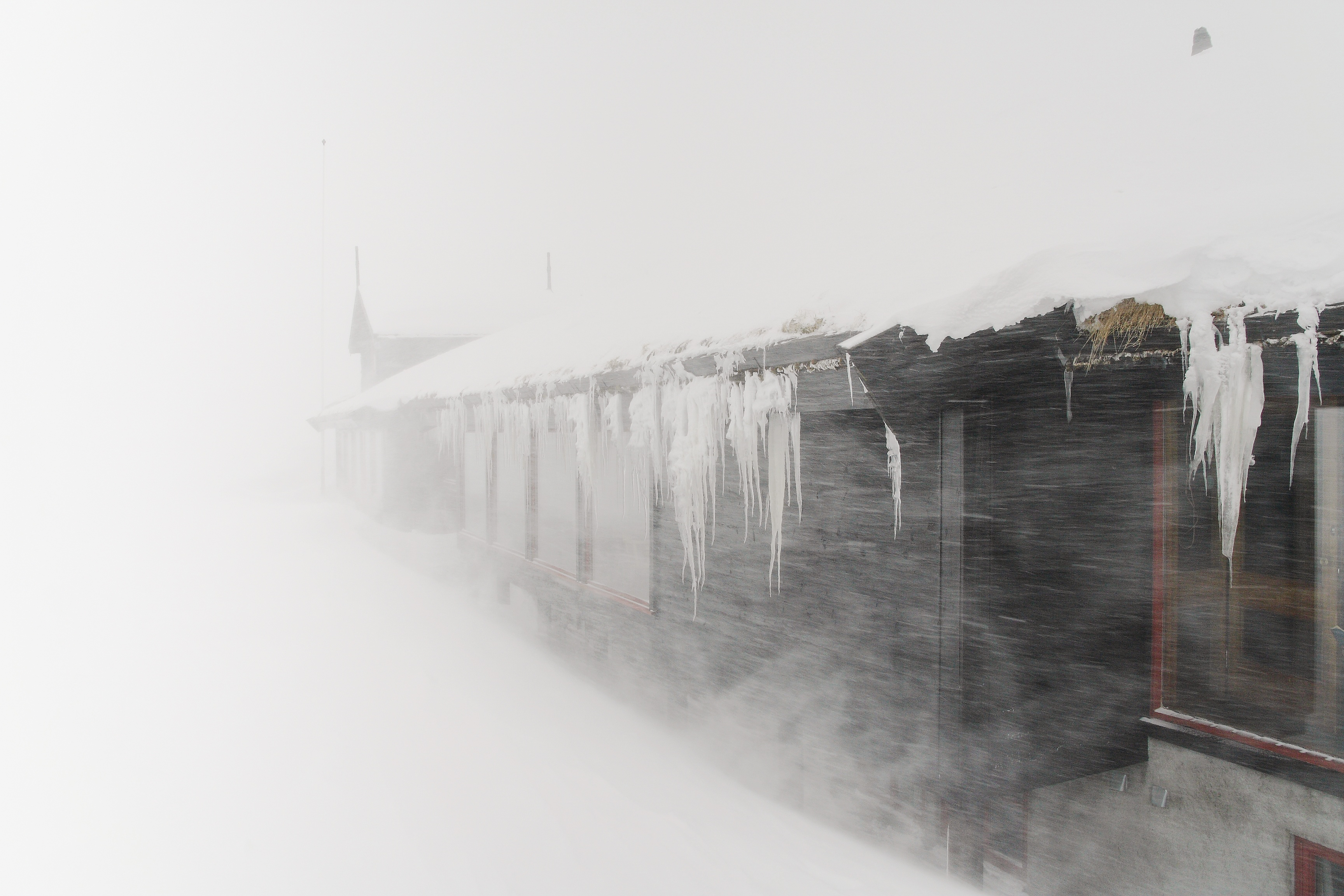
横殴りの強い吹雪

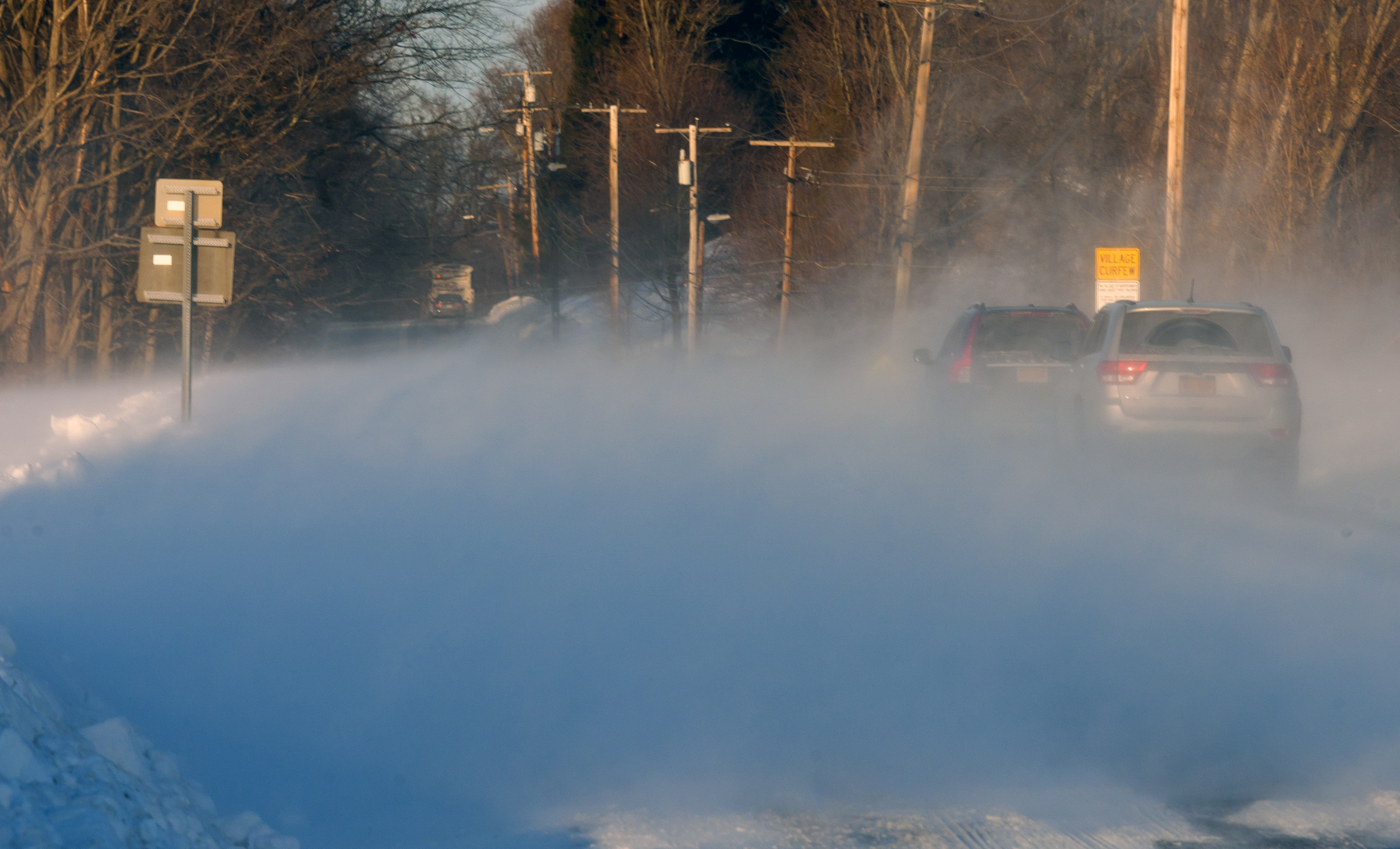
低い地吹雪であっても視界が遮られ、車の運転は危険が伴う。

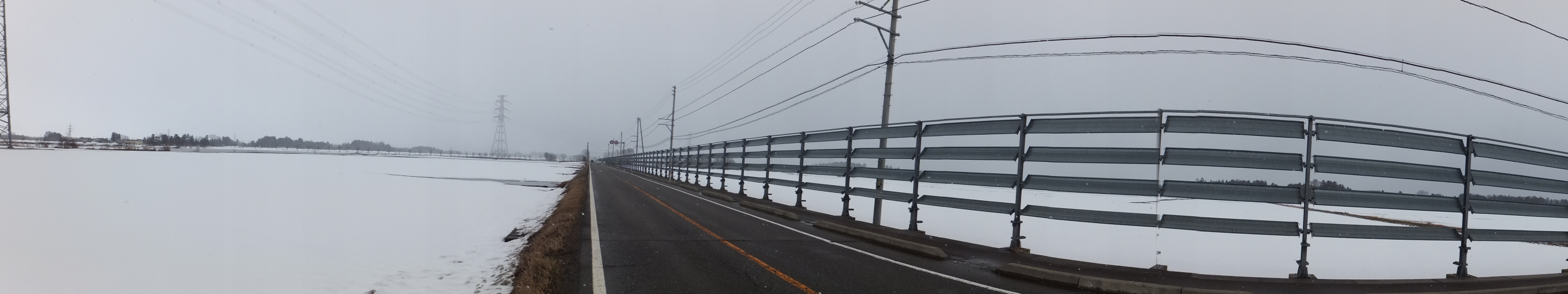
地吹雪の風を路面に当てることによって着雪を緩和する「吹き払い柵」（新潟県）

吹雪（ふぶき）は、強風で地表に積もった雪（積雪）が舞い上がると同時に、雪が降っていて視程が悪くなっている気象状態。

## 概要
激しい吹雪が起こると、雪が視界を遮ったり太陽光が遮られるなどによって見通しがきかなくなり、極端な場合には視界すべてが真っ白なホワイトアウトになる。見通しがきかないので、自動車の通行や、路線バス・鉄道・飛行機など公共交通機関の運行に多大な影響が出る。
吹雪が起りやすい北海道や東北地方などの寒冷地ではこれを防ぐため道路や鉄道路線などの脇に防風林や防雪柵を設置し、道路上や線路上に雪が舞い上がったり視界を遮ったりしないようにしているところもある。
建築物や地形、積雪などの風下側では風がよどみ舞い上がった雪が堆積し、これを吹き溜まりと呼ぶ。交通路線上に吹き溜まりを作らないために、上で取り上げた防雪柵によって、事前に交通路線以外の場所に吹き溜まりを作る場合もある。
気候条件によっては短時間に多量の雪が堆積することがあり、前述のホワイトアウト現象と共に起こることが多く、注意が必要である。
また、冬は晴れていても日照時間が短いことに加え、吹雪によって太陽光が遮られると、朝は遅くまで、夕方は早くから暗くなってしまう。
なお、風雪とは飛雪の有無に関わらず、強風で雪が横なぐりに降っている気象状態をいう。

## 地吹雪

### 定義
地吹雪は積雪の表面にある雪粒子が風で飛び跳ねながら移動する現象をいう。
地吹雪になった場合、地吹雪の発生地点から200m付近までは風食域で積雪深が増加するが、それより遠くなると平衡状態の平衡域となり、さらに350m以遠では堆雪域となる。
地吹雪は平野部や山間部に近い平地などの平坦部、または山間部で沢風や谷風の吹き上げる沢や谷に沿った地形で発生しやすい。
青森県五所川原市金木地区では、町おこしの一環として地吹雪体験ツアーが行われている。
ちなみに何かにつかまらないと立っていられないような強い風が吹いたことを猛吹雪（猛ふぶき）という。

### 天気記号
国際式天気図の天気記号では、以下の4種類が地吹雪を表す。吹雪の場合には、雪と考えてその状態を表す記号を用いる。
| 記号 | 番号 | 天気                                     |
| ---- | ---- | ---------------------------------------- |
| 36   | 36   | 弱いまたは並の地吹雪（目の高さより低い） |
| 37   | 37   | 強い地吹雪（目の高さより低い）           |
| 38   | 38   | 弱いまたは並の地吹雪（目の高さより高い） |
| 39   | 39   | 強い地吹雪（目の高さより高い）           |
日本式天気図では、地吹雪により視程が1km未満になっているとき、天気を地吹雪と表記する。降雪がある場合（吹雪の場合）は、そちらを優先するので雪とする。なお、雷を伴う場合なども優先順位によって異なる表記となる。
| 記号   | 番号 | 天気                  |
| ------ | ---- | --------------------- |
| 地吹雪 | 7    | 地吹雪、視程が1km未満 |

## ブリザード
ブリザードは、もともと北アメリカ大陸にあった方言で、風速が毎秒15メートル以上で視程400メートル以下の状態が3時間以上継続する気象状態をいうが、日本では猛吹雪や暴風雪の意味で使われることが多い。
南極大陸の昭和基地においては、視程1km未満、風速10m/s以上の状態が6時間以上続いたときを「ブリザード」としている。また、以下の基準でブリザードの規模を分類して、外出制限の基準としている。
| 規模 | 視程     | 風速      | 継続時間   |
| ---- | -------- | --------- | ---------- |
| A級  | 100m未満 | 25m/s以上 | 6時間以上  |
| B級  | 1km未満  | 15m/s以上 | 12時間以上 |
| C級  | 1km未満  | 10m/s以上 | 6時間以上  |